# Países Baixos nos Jogos Olímpicos de Verão de 2008
Os Países Baixos competiram nos Jogos Olímpicos de Verão de 2008 em Pequim, na China. O país estreou nos Jogos em 1900 e esta foi a sua 24ª apresentação. Com o seu maior número de atletas em Jogos de Verão, 242 atletas (dos quais 100 eram mulheres), o país terminou em décimo segundo lugar no quadro geral de medalhas.

### 

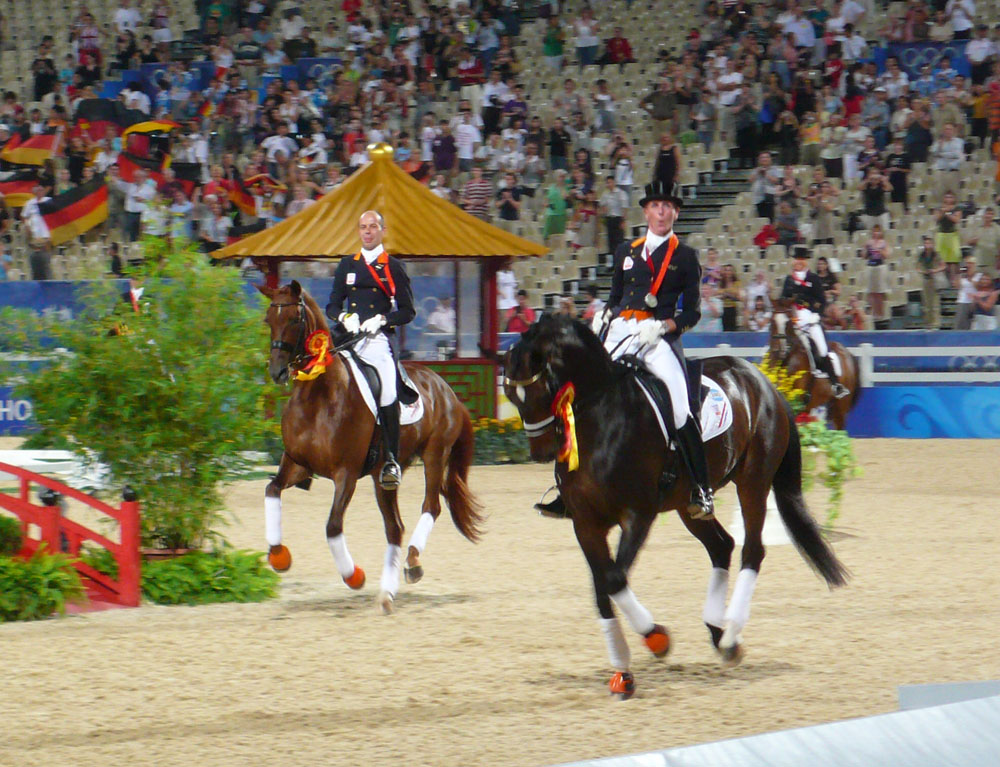
Membros da equipe medalha de prata no adestramento por equipes.

## Medalhas
| Inge Dekker Ranomi Kromowidjojo Femke Heemskerk | Marleen Veldhuis Hinkelien Schreuder Manon van Rooijen |

| Marieke van den Ham Iefke van Belkum Gillian van den Berg Daniëlle de Bruijn Mieke Cabout Rianne Guichelaar Biurakn Hakhverdian | Noeki Klein Simone Koot Ilse van der Meijden Meike de Nooy Alette Sijbring Yasemin Smit |

| Marilyn Agliotti Naomi van As Minke Booij Wieke Dijkstra Miek van Geenhuizen Maartje Goderie Eva de Goede Ellen Hoog | Fatima Moreira de Melo Eefke Mulder Maartje Paumen Sophie Polkamp Lisanne de Roever Janneke Schopman Minke Smabers Lidewij Welten |

| Femke Dekker Annemiek de Haan Nienke Kingma Roline van Driel Annemarieke van Rumpt | Sarah Siegelaar Marlies Smulders Helen Tanger Ester Workel |

## Desempenho

### Atletismo
Masculino
| Gregory Sedoc                                                 | 110 m com barreiras | 13s50      | 10º | 13s43 | 9º  | 13s60       | 13º         | Não avançou     | Não avançou     |                 |                 |
| Marcel van der Westen                                         | 110 m com barreiras | 13s54      | 14º | 13s48 | 14º | 13s45       | 10º         | Não avançou     | Não avançou     |                 |                 |
| Robert Lathouwers                                             | 800 metros          | 1m46s94    | 22º |       |     | Não avançou | Não avançou | Não avançou     | Não avançou     |                 |                 |
| Maarten Heisen Guus Hoogmoed Patrick van Luijk Caimin Douglas | Revezamento 4x100 m | 38s87 (SB) | 5º  |       |     |             |             | Desclassificado | Desclassificado | Desclassificado | Desclassificado |
| Kamiel Maase                                                  | Maratona            |            |     |       |     |             |             | 2h20 m30s       | 39º             |                 |                 |
| Rutger Smith                                                  | Arremesso de peso   | 20,13m     | 10º |       |     |             |             | 20,41m          | 9º              |                 |                 |
| Rutger Smith                                                  | Arremesso de disco  | 65,65m     | 3º  |       |     |             |             | 65,39m          | 7º              |                 |                 |
| Eugène Martineau                                              | Decatlo             |            |     |       |     |             |             | 8055 pts        | 15º             |                 |                 |

Feminino
| Lornah Kiplagat | 10000 metros | 30 m40s27     | 8º            |               |               |
| Hilda Kibet     | 10000 metros | 31m29s69      | 15º           |               |               |
| Laurien Hoos    | Heptatlo     | Não completou | Não completou | Não completou | Não completou |
| Jolanda Keizer  | Heptatlo     | 6370 pts      | 9º            |               |               |

### Beisebol
Masculino
| Equipe | Equipe | Primeira fase | Primeira fase | Semifinal              | Final                  | Pos. |
| Equipe | Equipe | Adversário e resultado | Pos.          | Adversário e resultado | Adversário e resultado | Pos. |
| --- | --- | --- | ------------- | ---------------------- | ---------------------- | ---- |
| Sharnol Adriana David Bergman Leon Boyd Yurendell de Caster Rob Cordemans Dave Draijer Michael Duursma Bryan Engelhardt Percy Isenia Sidney de Jong Michiel van Kampen Eugene Kingsale | Dirk van 't Klooster Roel Koolen Reily Legito Diego Markwell Shairon Martis Martijn Meeuwis Danny Rombley Jeroen Sluijter Tjerk Smeets Alexander Smit Juan Carlos Sulbaran Pim Walsma | TPE Taipé Chinês D 0-5 USA Estados Unidos D 0-7 JPN Japão D 0-6 CHN China V 6-4 CUB Cuba D 3-14 CAN Canadá D 0-4 KOR Coreia do Sul D 0-10 | 7º            | Não avançou            | Não avançou            | 7º   |

### Canoagem slalom
Masculino
| Atleta        | Evento | Preliminar | Preliminar | Preliminar | Preliminar | Preliminar | Preliminar | Semifinais | Semifinais | Final  | Final   | Total  | Posição |
| Atleta        | Evento | Descida 1  | Posição    | Descida 2  | Posição    | Total      | Posição    | Tempo      | Posição    | Tempo  | Posição | Total  | Posição |
| ------------- | ------ | ---------- | ---------- | ---------- | ---------- | ---------- | ---------- | ---------- | ---------- | ------ | ------- | ------ | ------- |
| Robert Bouten | K-1    | 86s26      | 11º        | 88s90      | 16º        | 175s16     | 14º        | 88s40      | 5º         | 139s59 | 9º      | 227s99 | 9º      |

Feminino
| Atleta       | Evento | Preliminar | Preliminar | Preliminar | Preliminar | Preliminar | Preliminar | Semifinais | Semifinais | Final  | Final   | Total  | Posição |
| Atleta       | Evento | Descida 1  | Posição    | Descida 2  | Posição    | Total      | Posição    | Tempo      | Posição    | Tempo  | Posição | Total  | Posição |
| ------------ | ------ | ---------- | ---------- | ---------- | ---------- | ---------- | ---------- | ---------- | ---------- | ------ | ------- | ------ | ------- |
| Ariane Herde | K-1    | 102s30     | 12º        | 117s98     | 20º        | 222s28     | 13º        | 117s60     | 10º        | 114s39 | 6º      | 231s99 | 6º      |

### Ciclismo BMX
Masculino
| Atleta                 | Evento     | Qualificatória | Qualificatória | Quartas | Quartas | Semifinal   | Semifinal   | Final       | Final       |
| Atleta                 | Evento     | Tempo          | Posição        | Pontos  | Posição | Pontos      | Posição     | Tempo       | Posição     |
| ---------------------- | ---------- | -------------- | -------------- | ------- | ------- | ----------- | ----------- | ----------- | ----------- |
| Raymon van der Biezen  | Individual | 36,112         | 5º             | 10      | 7º      | 14          | 5º          | Não avançou | Não avançou |
| Rob van den Wildenberg | Individual | 36,522         | 18º            | 8       | 2º      | 9           | 2º          | 39,772      | 5º          |
| Robert de Wilde        | Individual | 36,803         | 23º            | 18      | 7º      | Não avançou | Não avançou | Não avançou | Não avançou |

Feminino
| Atleta      | Evento     | Qualificatória | Qualificatória | Semifinal | Semifinal | Final       | Final       |
| Atleta      | Evento     | Tempo          | Posição        | Pontos    | Posição   | Tempo       | Posição     |
| ----------- | ---------- | -------------- | -------------- | --------- | --------- | ----------- | ----------- |
| Lieke Klaus | Individual | 38,709         | 11º            | 13        | 5º        | Não avançou | Não avançou |

### Ciclismo de estrada
Masculino
| Atleta          | Evento             | Final               | Final         |
| Atleta          | Evento             | Tempo               | Posição       |
| --------------- | ------------------ | ------------------- | ------------- |
| Stef Clement    | Corrida em estrada | Não completou       | Não completou |
| Stef Clement    | Contra o relógio   | 1h04m59s (+2m47s)   | 9º            |
| Robert Gesink   | Corrida em estrada | 6h24m07s (+0 m18s)  | 9º            |
| Robert Gesink   | Contra o relógio   | 1h05m02s (+2m51s)   | 10º           |
| Laurens ten Dam | Corrida em estrada | 6h34m26s (+10 m37s) | 64º           |
| Karsten Kroon   | Corrida em estrada | Não completou       | Não completou |
| Niki Terpstra   | Corrida em estrada | Não completou       | Não completou |

Feminino
| Atleta          | Evento             | Final               | Final   |
| Atleta          | Evento             | Tempo               | Posição |
| --------------- | ------------------ | ------------------- | ------- |
| Mirjam Melchers | Corrida em estrada | 3h33m17s (+0 m53s)  | 36º     |
| Mirjam Melchers | Contra o relógio   | 0h37m51s (+0 m2s59) | 18º     |
| Marianne Vos    | Corrida em estrada | 3h32m45s (+0 m21s)  | 6º      |
| Marianne Vos    | Contra o relógio   | 0h36m58s (+0 m2s06) | 14º     |
| Chantal Beltman | Corrida em estrada | 3h37m02s (+4m38s)   | 47º     |

### Ciclismo Mountain Bike
Masculino
| Atleta         | Evento        | Final     | Final     |
| Atleta         | Evento        | Tempo     | Posição   |
| -------------- | ------------- | --------- | --------- |
| Bart Brentjens | Cross-country | -2 voltas | -2 voltas |
| Rudi van Houts | Cross-country | -2 voltas | -2 voltas |

Feminino
| Atleta                | Evento        | Final    | Final   |
| Atleta                | Evento        | Tempo    | Posição |
| --------------------- | ------------- | -------- | ------- |
| Elsbeth van Rooy-Vink | Cross-country | 1h53m30s | 14º     |

### Ciclismo de pista
Masculino
| Atleta                         | Evento                 | Qualificação            | Qualificação | 1ª Ronda               | 1ª Ronda                               | 2ª Ronda               | 2ª Ronda   | Quartas                          | Semifinal                                                                   | Final                  | Final       |
| Atleta                         | Evento                 | Tempo Vel. média (km/h) | Pos.         | Adversário e resultado | Repescagem                             | Adversário e resultado | Repescagem | Adversário e resultado           | Adversário e resultado                                                      | Adversário e resultado | Pos.        |
| ------------------------------ | ---------------------- | ----------------------- | ------------ | ---------------------- | -------------------------------------- | ---------------------- | ---------- | -------------------------------- | --------------------------------------------------------------------------- | ---------------------- | ----------- |
| Theo Bos                       | Velocidade             | 10.318 69,780 km/h      | 9º           | AUS M. French V 10.959 |                                        | FRA K. Sireau V 10.777 |            | FRA M. Bourgain D 10.524, 10.463 | Classificação 5º-8º FRA K. Sireau NED T. Mulder MAS A. Hasni Awang D 10.719 | Não avançou            | 7º          |
| Teun Mulder                    | Velocidade             | 10.373 69,410 km/h      | 13º          | GER M. Levy D 10.840   | AUS M. French RUS D. Dmitriev V 10.889 | GER S. Nimke V 10.888  |            | GER M. Levy D 10.689, 10.660     | Classificação 5º-8º FRA K. Sireau NED T. Bos MAS A. Hasni Awang D 10.719    | Não avançou            | 6º          |
| Theo Bos Teun Mulder Tim Veldt | Velocidade por equipes | 44.213 61,068 km/h      | 4º           |                        |                                        |                        |            | AUS Austrália D 44.090 a 44.212  |                                                                             | Não avançou            | Não avançou |

| Atleta                                                  | Evento                  | Qualificação | Qualificação | Semifinal                  | Semifinal   | Final                  | Final       |
| Atleta                                                  | Evento                  | Tempo        | Posição      | Adversário e resultado     | Posição     | Adversário e resultado | Posição     |
| ------------------------------------------------------- | ----------------------- | ------------ | ------------ | -------------------------- | ----------- | ---------------------- | ----------- |
| Jens Mouris                                             | Perseguição individual  | 4m27s445     | 13º          | Não avançou                | Não avançou | Não avançou            | Não avançou |
| Jenning Huizenga                                        | Perseguição individual  | 4m37s097     | 18º          | Não avançou                | Não avançou | Não avançou            | Não avançou |
| Levi Heimans Robert Slippens Wim Stroetinga Jens Mouris | Perseguição por equipes | 4m04s846     | 6º           | AUS Austrália Ultrapassado | -           | Não avançou            | Não avançou |

| Atleta      | Evento | Preliminar | Repescagem      | Semifinais    | Final                                 |
| Atleta      | Evento | Posição    | Posição         | Posição       | Posição                               |
| ----------- | ------ | ---------- | --------------- | ------------- | ------------------------------------- |
| Theo Bos    | Keirin | 2º         |                 | Não completou | Disputa de 7º lugar: Não largou (12º) |
| Teun Mulder | Keirin | 3º         | Desclassificado | Não avançou   | Não avançou                           |

| Atleta                  | Evento             | Pontos/Voltas | Posição |
| ----------------------- | ------------------ | ------------- | ------- |
| Peter Schep             | Corrida por pontos | 0/0           | 20º     |
| Peter Schep Jens Mouris | Madison            | 6/-1          | 8º      |

Feminino
| Atleta           | Prova      | Qualificação            | Qualificação | 1ª Ronda               | 1ª Ronda                                        | Quartas                      | Semifinal                         | Final                                            | Final       |
| Atleta           | Prova      | Tempo Vel. média (km/h) | Pos.         | Adversário e resultado | Repescagem                                      | Adversário e resultado       | Adversário e resultado            | Adversário e resultado                           | Pos.        |
| ---------------- | ---------- | ----------------------- | ------------ | ---------------------- | ----------------------------------------------- | ---------------------------- | --------------------------------- | ------------------------------------------------ | ----------- |
| Yvonne Hijgenaar | Velocidade | 11.533 62,429 km/h      | 10º          | AUS A. Meares D 11.663 | LTU S. Krupeckaite RUS S. Grankovskaya D 12.123 | Não avançou                  | Não avançou                       | Não avançou                                      | Não avançou |
| Willy Kanis      | Velocidade | 11.167 64,475 km/h      | 4º           | CUB L. Guerra V 12.155 |                                                 | USA J. Reed V 11.944, 11.767 | GBR V. Pendleton D 11.537, 11.885 | Disputa pelo bronze: CHN Guo S. D 11.420, 11.617 | 4º          |

| Atleta       | Evento             | Pontos/Voltas | Posição         |
| ------------ | ------------------ | ------------- | --------------- |
| Marianne Vos | Corrida por pontos | 30/10         | Medalha de ouro |

### Esgrima
Masculino
| Atleta        | Evento            | Fase de 64             | Fase de 32             | Fase de 16             | Quartas de final          | Semifinais             | Final                  | Posição     |
| Atleta        | Evento            | Adversário e resultado | Adversário e resultado | Adversário e resultado | Adversário e resultado    | Adversário e resultado | Adversário e resultado | Posição     |
| ------------- | ----------------- | ---------------------- | ---------------------- | ---------------------- | ------------------------- | ---------------------- | ---------------------- | ----------- |
| Bas Verwijlen | Espada individual |                        | CHN Wang L. V 15-10    | SUI M. Kauter V 15-13  | ITA M. Tagliariol D 11-15 | Não avançou            | Não avançou            | Não avançou |

Feminino
| Atleta           | Evento             | Fase de 64              | Fase de 32              | Fase de 16             | Quartas de final       | Semifinais             | Final                  | Posição     |
| Atleta           | Evento             | Adversário e resultado  | Adversário e resultado  | Adversário e resultado | Adversário e resultado | Adversário e resultado | Adversário e resultado | Posição     |
| ---------------- | ------------------ | ----------------------- | ----------------------- | ---------------------- | ---------------------- | ---------------------- | ---------------------- | ----------- |
| Indra Angad-Gaur | Florete individual | EGY E. El Gammal V 13-4 | ITA M. Granbassi D 6-11 | Não avançou            | Não avançou            | Não avançou            | Não avançou            | Não avançou |

### Futebol
Masculino
| Equipe | Equipe | Fase de grupos                                             | Fase de grupos | Quartas                   | Semifinal              | Final                  | Pos. |
| Equipe | Equipe | Adversário e resultado                                     | Pos.           | Adversário e resultado    | Adversário e resultado | Adversário e resultado | Pos. |
| --- | --- | ---------------------------------------------------------- | -------------- | ------------------------- | ---------------------- | ---------------------- | ---- |
| Ryan Babel Otman Bakkal Roy Beerens Royston Drenthe Urby Emanuelson Jonathan de Guzmán Kew Jaliens Calvin Jong-A-Pin Kees Luyckx | Hedwiges Maduro Roy Makaay Dirk Marcellis Erik Pieters Gerald Sibon Evander Sno Piet Velthuizen Kenneth Vermeer Gianni Zuiverloon | NGR Nigéria E 0-0 USA Estados Unidos E 2-2 JPN Japão V 1-0 | 2º (Gr. B)     | ARG Argentina D 1-2 (pro) | Não avançou            | Não avançou            | 7º   |

### Ginástica artística
Masculino
| Atleta          | Evento           | Aparelho | Aparelho | Aparelho       | Aparelho | Aparelho       | Aparelho  | Qualificação | Qualificação | Final       | Final       |
| Atleta          | Evento           | Salto    | Solo     | Cav. com alças | Argolas  | Bar. paralelas | Bar. fixa | Total        | Pos.         | Total       | Pos.        |
| --------------- | ---------------- | -------- | -------- | -------------- | -------- | -------------- | --------- | ------------ | ------------ | ----------- | ----------- |
| Epke Zonderland | Individual geral |          |          |                |          |                | 15,750    | 15,750       | 98º          | Não avançou | Não avançou |
| Epke Zonderland | Barra fixa       |          |          |                |          |                |           | 15,750       | 4º           | 15,000      | 7º          |

Feminino
| Atleta         | Evento           | Aparelho | Aparelho | Aparelho          | Aparelho | Qualificação | Qualificação | Final       | Final       |
| Atleta         | Evento           | Salto    | Solo     | Bar. assimétricas | Trave    | Total        | Pos.         | Total       | Pos.        |
| -------------- | ---------------- | -------- | -------- | ----------------- | -------- | ------------ | ------------ | ----------- | ----------- |
| Suzanne Harmes | Individual geral | 14,825   | 13,825   | 13,825            | 14,600   | 57,075       | 32º          | Não avançou | Não avançou |

### Hipismo
Adestramento
| Atleta                                                           | Cavalo                  | Evento     | Grand Prix/ Final Equipes | Grand Prix/ Final Equipes | Grand Prix Special | Grand Prix Special | Grand Prix Freestyle/ Final Individual | Grand Prix Freestyle/ Final Individual | Resultado final | Resultado final |
| Atleta                                                           | Cavalo                  | Evento     | Pontos                    | Posição                   | Pontos             | Posição            | Pontos                                 | Posição                                | Total Pontos    | Posição         |
| ---------------------------------------------------------------- | ----------------------- | ---------- | ------------------------- | ------------------------- | ------------------ | ------------------ | -------------------------------------- | -------------------------------------- | --------------- | --------------- |
| Anky van Grunsven                                                | Salinero                | Individual | 74,750                    | 2º                        | 74,960             | 2º                 | 82,400                                 | 1º                                     | 78,680          | Medalha de ouro |
| Hans Peter Minderhoud                                            | Nadine                  | Individual | 69,625                    | 11º                       | 70,920             | 7º                 | 75,150                                 | 5º                                     | 73,035          | 5º              |
| Imke Schellekens-Bartels                                         | Sunrise                 | Individual | 70,875                    | 5º                        | Não competiu       | 26º                | Não avançou                            | Não avançou                            | Não avançou     | 42º             |
| Anky van Grunsven Hans Peter Minderhoud Imke Schellekens-Bartels | Salinero Nadine Sunrise | Equipes    | 71,750                    | Medalha de prata          |                    |                    |                                        |                                        |                 |                 |

CCE
| Atleta   | Cavalo   | Evento     | Adestramento | Adestramento | Cross-country | Cross-country | Cross-country | Saltos         | Saltos         | Saltos         | Saltos | Saltos | Posição final |
| Atleta   | Cavalo   | Evento     | Adestramento | Adestramento | Cross-country | Cross-country | Cross-country | Qualificatória | Qualificatória | Qualificatória | Final  | Final  | Posição final |
| Atleta   | Cavalo   | Evento     | Pen.         | Posição      | Pen.          | Total         | Posição       | Pen.           | Total          | Posição        | Pen.   | Total  | Posição final |
| -------- | -------- | ---------- | ------------ | ------------ | ------------- | ------------- | ------------- | -------------- | -------------- | -------------- | ------ | ------ | ------------- |
| Tim Lips | Oncarlos | Individual | 52,60        | 41º          | 22,40         | -             | 28º           | 0              | -              | 21º            | 0      | 75,00  | 15º           |

Saltos
| Atleta                                                      | Cavalo                                                    | Evento     | Ronda Ind. 1/ Qualif. Equipe | Ronda Ind. 1/ Qualif. Equipe | Ronda Ind. 2/ Final Equipe 1 | Ronda Ind. 2/ Final Equipe 1 | Ronda Ind. 2/ Final Equipe 1 | Ronda Ind. 3/ Final Equipe 2 | Ronda Ind. 3/ Final Equipe 2 | Ronda Ind. 3/ Final Equipe 2 | Final       | Final       | Final       | Final       | Disputa pelo broze Jump-off | Disputa pelo broze Jump-off | Posição final |
| Atleta                                                      | Cavalo                                                    | Evento     | Ronda Ind. 1/ Qualif. Equipe | Ronda Ind. 1/ Qualif. Equipe | Ronda Ind. 2/ Final Equipe 1 | Ronda Ind. 2/ Final Equipe 1 | Ronda Ind. 2/ Final Equipe 1 | Ronda Ind. 3/ Final Equipe 2 | Ronda Ind. 3/ Final Equipe 2 | Ronda Ind. 3/ Final Equipe 2 | Ronda A     | Ronda A     | Ronda B     | Ronda B     | Disputa pelo broze Jump-off | Disputa pelo broze Jump-off | Posição final |
| Atleta                                                      | Cavalo                                                    | Evento     | Pen.                         | Posição                      | Pen.                         | Total                        | Posição                      | Pen.                         | Total                        | Posição                      | Pen.        | Posição     | Pen.        | Total       | Pen.                        | Tempo                       | Posição final |
| ----------------------------------------------------------- | --------------------------------------------------------- | ---------- | ---------------------------- | ---------------------------- | ---------------------------- | ---------------------------- | ---------------------------- | ---------------------------- | ---------------------------- | ---------------------------- | ----------- | ----------- | ----------- | ----------- | --------------------------- | --------------------------- | ------------- |
| Angelique Hoorn                                             | Blauwendraad's O'Brien                                    | Individual | 4                            | 30º                          | 4                            | 8                            | 16º                          | 8                            | 16                           | 18º                          | 0           | 1º          | 4           | 4           | 8                           | 36s89                       | 9º            |
| Marc Houtzager                                              | Opium VS                                                  | Individual | 2                            | 28º                          | 1                            | 3                            | 7º                           | 5                            | 8                            | 8º                           | 0           | 1º          | 4           | 4           | 8                           | 36s77                       | 8º            |
| Gerco Schröder                                              | Monaco                                                    | Individual | 5                            | 39º                          | 12                           | 17                           | 37º                          | 4                            | 21                           | 29º                          | 4           | 11º         | 12          | 16          | Não avançou                 | Não avançou                 | 16º           |
| Vincent Voorn                                               | Alpapillon-Armanie                                        | Individual | 0                            | 1º                           | 16                           | 16                           | 35º                          | 27                           | 43                           | 44º                          | Não avançou | Não avançou | Não avançou | Não avançou | Não avançou                 | Não avançou                 | 44º           |
| Angelique Hoorn Marc Houtzager Gerco Schröder Vincent Voorn | Blauwendraad's O'Brien Opium VS Monaco Alpapillon-Armanie | Equipes    | 6                            | 6º                           | 17                           | -                            | 6º                           | 17                           | 34                           | 5º                           |             |             |             |             |                             |                             | 5º            |

### Hóquei sobre a grama
Masculino
| Equipe | Fase de grupos                                                                                          | Fase de grupos | Segunda fase                 | Final                                   | Pos. |
| Equipe | Adversário e resultado                                                                                  | Pos.           | Adversário e resultado       | Adversário e resultado                  | Pos. |
| --- | --- | -------------- | ---------------------------- | --------------------------------------- | ---- |
| Thomas Boerma Matthijs Brouwer Ronald Brouwer Jeroen Delmee Geert-Jan Derikx Rob Derikx Laurence Docherty Jeroen Hertzberger Rogier Hofman Robert van der Horst Timme Hoyng Teun de Nooijer Guus Vogels Taeke Taekema Sander van der Weide Roderick Weusthof | RSA África do Sul V 5-0 GBR Grã-Bretanha V 1-0 CAN Canadá V 4-2 AUS Austrália E 2-2 PAK Paquistão V 4-2 | 1º (Gr. B)     | GER Alemanha E 1-1 (pen 3-4) | Disputa do 3º lugar AUS Austrália D 2-6 | 4º   |

Feminino
| Equipe | Fase de grupos                                                                                        | Fase de grupos | Segunda fase           | Final                  | Pos.            |
| Equipe | Adversário e resultado                                                                                | Pos.           | Adversário e resultado | Adversário e resultado | Pos.            |
| --- | --- | -------------- | ---------------------- | ---------------------- | --------------- |
| Marilyn Agliotti Naomi van As Minke Booij Wieke Dijkstra Miek van Geenhuizen Maartje Goderie Eva de Goede Ellen Hoog Fatima Moreira de Melo Eefke Mulder Maartje Paumen Sophie Polkamp Lisanne de Roever Janneke Schopman Minke Smabers Lidewij Welten | RSA África do Sul V 6-0 KOR Coreia do Sul V 3-2 CHN China V 1-0 AUS Austrália V 2-1 ESP Espanha V 2-0 | 1º (Gr. A)     | ARG Argentina V 5-2    | CHN China V 2-0        | Medalha de ouro |

### Judô
Masculino
| Atleta               | Evento  | Preliminares           | Fase de 32                  | Fase de 16                    | Quartas                       | Semifinais                   | Repescagem             | Repescagem             | Repescagem             | Final                                               | Final             |
| Atleta               | Evento  | Preliminares           | Fase de 32                  | Fase de 16                    | Quartas                       | Semifinais                   | 1ª fase                | Quartas                | Semifinais             | Final                                               | Final             |
| Atleta               | Evento  | Adversário e resultado | Adversário e resultado      | Adversário e resultado        | Adversário e resultado        | Adversário e resultado       | Adversário e resultado | Adversário e resultado | Adversário e resultado | Adversário e resultado                              | Pos.              |
| -------------------- | ------- | ---------------------- | --------------------------- | ----------------------------- | ----------------------------- | ---------------------------- | ---------------------- | ---------------------- | ---------------------- | --------------------------------------------------- | ----------------- |
| Ruben Houkes         | -60 kg  |                        | CAN F. Will V 0011-0001     | GRE L. Alexanidis V 0001-0000 | VEN J. Guedez V 0010-0001     | KOR Choi M-H. D 0000-1000    |                        |                        |                        | Disputa pelo bronze ISR G. Yekutiel V 1012-0000     | Medalha de bronze |
| Dex Elmont           | -66 kg  |                        | MOZ E. Madeira V 1000-0000  | USA T. Takata D 0000-0001     | Não avançou                   | Não avançou                  | Não avançou            | Não avançou            | Não avançou            | Não avançou                                         | Não avançou       |
| Guillaume Elmont     | -81 kg  |                        | MGL D. Nyamkhüü V 0001-0000 | ITA G. Maddaloni V 1001-0000  | MNE S. Mrvaljević V 0010-0000 | KOR Kim J-B. D 0000-0001     |                        |                        |                        | Disputa pelo bronze BRA T. Camilo D 0001-1100       | 5º                |
| Mark Huizinga        | -90 kg  |                        | GRE I. Iliadis V 1010-0001  | SUI S. Aschwanden D 0010-1101 | Não avançou                   | Não avançou                  | Não avançou            | Não avançou            | Não avançou            | Não avançou                                         | Não avançou       |
| Henk Grol            | -100 kg |                        | BRA L. Correa V 0210-0001   | ISR A. Ze'evi V 0010-0001     | POL P. Matyjaszek V 1000-0000 | KAZ A. Zhitkeyev D 0100-1010 |                        |                        |                        | Disputa pelo bronze GEO L. Zhorzholiani V 0020-0000 | Medalha de bronze |
| Dennis van der Geest | +100 kg |                        | RUS T. Tmenov V 0101-0000   | Não avançou                   | Não avançou                   | Não avançou                  | Não avançou            | Não avançou            | Não avançou            | Não avançou                                         | Não avançou       |

Feminino
| Atleta                 | Evento | Preliminares           | Fase de 32                | Fase de 16                     | Quartas                      | Semifinais              | Repescagem             | Repescagem                  | Repescagem                | Final                                           | Final             |
| Atleta                 | Evento | Preliminares           | Fase de 32                | Fase de 16                     | Quartas                      | Semifinais              | 1ª fase                | Quartas                     | Semifinais                | Final                                           | Final             |
| Atleta                 | Evento | Adversário e resultado | Adversário e resultado    | Adversário e resultado         | Adversário e resultado       | Adversário e resultado  | Adversário e resultado | Adversário e resultado      | Adversário e resultado    | Adversário e resultado                          | Pos.              |
| ---------------------- | ------ | ---------------------- | ------------------------- | ------------------------------ | ---------------------------- | ----------------------- | ---------------------- | --------------------------- | ------------------------- | ----------------------------------------------- | ----------------- |
| Deborah Gravenstijn    | -57 kg |                        |                           | BRA K. Quadros V 0001-0000     | ESP I. Fernández V 0001-0000 | CHN Xu Y. V 0100-0010   |                        |                             |                           | ITA G. Quintavalle D 0001-0011                  | Medalha de prata  |
| Elisabeth Willeboordse | -63 kg |                        | RUS V. Koval V 0012-0010  | ALG K. Saidi V 1101-0001       | PRK Won O-I. D 0000-0200     |                         |                        | ARG D. Krukower V 0230-0000 | SLO U. Žolnir V 0001-0000 | Disputa pelo bronze CUB D. González V 0001-0000 | Medalha de bronze |
| Edith Bosch            | -70 kg |                        | FIJ S. Nasiga V 1000-0000 | ALG R. Ouerdane V 0110-0010    | USA R. Rousey V 1000-0000    | JPN M. Ueno D 0001-0110 |                        |                             |                           | Disputa pelo bronze ESP L. Iglesias V 1001-0000 | Medalha de bronze |
| Carola Uilenhoed       | +78 kg |                        |                           | MGL D. Tserenkhand D 0001-0010 | Não avançou                  | Não avançou             | Não avançou            | Não avançou                 | Não avançou               | Não avançou                                     | Não avançou       |

### Nado sincronizado
| Atletas                                    | Evento | Rotina técnica | Rotina técnica | Rotina livre | Rotina livre | Rotina livre | Rotina livre | Rotina livre - Final | Rotina livre - Final | Rotina livre - Final | Rotina livre - Final |
| Atletas                                    | Evento | Pontos         | Posição        | Pontos       | Posição      | Total        | Posição      | Pontos               | Posição              | Total                | Posição              |
| ------------------------------------------ | ------ | -------------- | -------------- | ------------ | ------------ | ------------ | ------------ | -------------------- | -------------------- | -------------------- | -------------------- |
| Bianca van der Velden Sonja van der Velden | Dueto  | 45,584         | 10º            | 45,834       | 9º           | 91,418       | 9º           | 46,083               | 9º                   | 91,667               | 9º                   |

### Natação
Masculino
| Atleta(s)                                                                | Evento          | Eliminatórias | Eliminatórias | Semifinal   | Semifinal   | Final       | Final           |
| Atleta(s)                                                                | Evento          | Tempo         | Posição       | Tempo       | Posição     | Tempo       | Posição         |
| ------------------------------------------------------------------------ | --------------- | ------------- | ------------- | ----------- | ----------- | ----------- | --------------- |
| Robert Lijesen                                                           | 50 m livre      | 22s51         | 32º           | Não avançou | Não avançou | Não avançou | Não avançou     |
| Mitja Zastrow                                                            | 100 m livre     | 49s61         | 38º           | Não avançou | Não avançou | Não avançou | Não avançou     |
| Pieter van den Hoogenband                                                | 100 m livre     | 47s97         | 5º            | 47s68       | 3º          | 47s75       | 5º              |
| Nick Driebergen                                                          | 100 m costas    | 55s31         | 28º           | Não avançou | Não avançou | Não avançou | Não avançou     |
| Nick Driebergen                                                          | 200 m costas    | 2m00s24       | 24º           | Não avançou | Não avançou | Não avançou | Não avançou     |
| Thijs van Valkengoed                                                     | 100 m peito     | 1m01s32       | 26º           | Não avançou | Não avançou | Não avançou | Não avançou     |
| Robin van Aggele                                                         | 200 m peito     | 2m17s14       | 48º           | Não avançou | Não avançou | Não avançou | Não avançou     |
| Robin van Aggele                                                         | 100 m borboleta | 52s26         | 20º           | Não avançou | Não avançou | Não avançou | Não avançou     |
| Robin van Aggele                                                         | 200 m medley    | 2m04s33       | 39º           | Não avançou | Não avançou | Não avançou | Não avançou     |
| Mitja Zastrow Pieter van den Hoogenband Bas van Velthoven Robert Lijesen | 4x100 m livre   | 3m14s90       | 10º           |             |             | Não avançou | Não avançou     |
| Maarten van der Weijden                                                  | Maratona 10 km  |               |               |             |             | 1h51m51s6   | Medalha de ouro |

Feminino
| Atleta(s)                                                                                              | Evento          | Eliminatórias                                        | Eliminatórias | Semifinal   | Semifinal   | Final                                               | Final           |
| Atleta(s)                                                                                              | Evento          | Tempo                                                | Posição       | Tempo       | Posição     | Tempo                                               | Posição         |
| --- | --------------- | ---------------------------------------------------- | ------------- | ----------- | ----------- | --------------------------------------------------- | --------------- |
| Hinkelien Schreuder                                                                                    | 50 m livre      | 25s00                                                | 12º           | 24s52       | 6º          | 24s65                                               | 7º              |
| Marleen Veldhuis                                                                                       | 50 m livre      | 24s38                                                | 2º            | 24s46       | 4º          | 24s26                                               | 5º              |
| Marleen Veldhuis                                                                                       | 100 m livre     | 53s76                                                | 3º            | 53s81       | 2º          | 54s21                                               | 6º              |
| Inge Dekker                                                                                            | 100 m livre     | 55s23                                                | 24º           | Não avançou | Não avançou | Não avançou                                         | Não avançou     |
| Inge Dekker                                                                                            | 100 m borboleta | 58s22                                                | 9º            | 58s20       | 7º          | 58s54                                               | 8º              |
| Ranomi Kromowidjojo                                                                                    | 200 m livre     | 2m00s02                                              | 23º           | Não avançou | Não avançou | Não avançou                                         | Não avançou     |
| Jolijn van Valkengoed                                                                                  | 100 m peito     | 1m11s26                                              | 35º           | Não avançou | Não avançou | Não avançou                                         | Não avançou     |
| Chantal Groot                                                                                          | 100 m borboleta | 59s35                                                | 30º           | Não avançou | Não avançou | Não avançou                                         | Não avançou     |
| Femke Heemskerk                                                                                        | 200 m medley    | 2m16s28                                              | 28º           | Não avançou | Não avançou | Não avançou                                         | Não avançou     |
| Inge Dekker Ranomi Kromowidjojo Femke Heemskerk Marleen Veldhuis Hinkelien Schreuder Manon van Rooijen | 4x100 m livre   | Kromowidjojo Schreuder Heemskerk van Rooijen 3m37s61 | 4º            |             |             | Dekker Kromowidjojo Heemskerk Veldhuis 3m33s76 (OR) | Medalha de ouro |
| Femke Heemskerk Ranomi Kromowidjojo Saskia de Jonge Manon van Rooijen                                  | 4x200 m livre   | 7m56s60                                              | 10º           |             |             | Não avançou                                         | Não avançou     |
| Femke Heemskerk Jolijn van Valkengoed Inge Dekker Ranomi Kromowidjojo                                  | 4x100 m medley  | 4m04s74                                              | 13º           |             |             | Não avançou                                         | Não avançou     |
| Edith van Dijk                                                                                         | Maratona 10 km  |                                                      |               |             |             | 2h00 m02s8                                          | 14º             |

### Polo aquático
Feminino
| Equipe | Fase de Grupos                                           | Fase de Grupos | Quartas-de-final       | Semifinal              | Final                    | Pos.            |
| Equipe | Adversário e resultado                                   | Pos.           | Adversário e resultado | Adversário e resultado | Adversário e resultado   | Pos.            |
| --- | -------------------------------------------------------- | -------------- | ---------------------- | ---------------------- | ------------------------ | --------------- |
| Iefke van Belkum Gillian van den Berg Daniëlle de Bruijn Mieke Cabout Rianne Guichelaar Biurakn Hakhverdian Marieke van den Ham Noeki Klein Simone Koot Ilse van der Meijden Meike de Nooy Alette Sijbring Yasemin Smit | HUN Hungria D 9-11 GRE Grécia V 9-6 AUS Austrália D 9-10 | 3º (Gr. B)     | ITA Itália V 8-8 (5-3) | HUN Hungria V 8-7      | USA Estados Unidos V 9-8 | Medalha de ouro |

### Remo
Masculino
| Equipe | Evento          | Eliminatórias | Eliminatórias | Repescagem | Repescagem | Quartas | Quartas  | Semifinal | Semifinal | Final   | Final                |
| Equipe | Evento          | Tempo         | Posição       | Tempo      | Posição    | Tempo   | Posição  | Tempo     | Posição   | Tempo   | Posição (Pos. final) |
| --- | --------------- | ------------- | ------------- | ---------- | ---------- | ------- | -------- | --------- | --------- | ------- | -------------------- |
| Sjoerd Hamburger | Skiff simples   | 7m27s05       | 2º Q          |            |            | 6m57s24 | 4º S C/D | 7m10s06   | 1º FC     | 6m58s71 | 1º (13º)             |
| Geert Cirkel Matthijs Vellenga Jan-Willem Gabriels Gijs Vermeulen                                                                     | Quatro sem      | 6m00s50       | 1º S A/B      |            |            |         |          | 6m02s46   | 4º FB     | 6m06s37 | 2º (8º)              |
| Gerard van der Linden Marshall Godschalk Ivo Snijders Paul Drewes                                                                     | Quatro sem leve | 5m57s54       | 4º R          | 6m25s25    | 2º S A/B   |         |          | 6m08s73   | 3º FA     | 5m54s07 | 6º (6º)              |
| Olivier Siegelaar Rogier Blink Meindert Klem Jozef Klaassen David Kuiper Mitchel Steenman Olaf van Andel Diederik Simon Peter Wiersum | Oito com        | 5m40s43       | 3º R          | 5m40s31    | 2º FA      |         |          |           |           | 5m29s26 | 4º (4º)              |

Feminino
| Equipe | Evento           | Eliminatórias | Eliminatórias | Repescagem | Repescagem | Quartas | Quartas | Semifinal | Semifinal | Final   | Final                |
| Equipe | Evento           | Tempo         | Posição       | Tempo      | Posição    | Tempo   | Posição | Tempo     | Posição   | Tempo   | Posição (Pos. final) |
| --- | ---------------- | ------------- | ------------- | ---------- | ---------- | ------- | ------- | --------- | --------- | ------- | -------------------- |
| Kirsten van der Kolk Marit van Eupen | Skiff duplo leve | 6m50s90       | 1º S A/B      |            |            |         |         | 7m03s87   | 1º FA     | 6m54s74 | Medalha de ouro      |
| Femke Dekker Marlies Smulders Nienke Kingma Roline Repelaer van Driel Annemarieke van Rumpt Helen Tanger Sarah Siegelaar Annemiek de Haan Ester Workel | Oito com         | 6m07s41       | 2º R          | 6m11s58    | 2º FA      |         |         |           |           | 6m07s22 | Medalha de prata     |

### Softbol
Feminino
| Equipe | Primeira fase | Primeira fase | Semifinal              | Final                  | Pos. |
| Equipe | Adversário e resultado | Pos.          | Adversário e resultado | Adversário e resultado | Pos. |
| --- | --- | ------------- | ---------------------- | ---------------------- | ---- |
| Noemi Boekel Marloes Fellinger Sandra Gouverneur Petra van Heijst Judith van Kampen Kim Kluijskens Saskia Kosterink Jolanda Kroesen Daisy de Peinder Marjan Smit Rebecca Soumeru Nathalie Timmermans Ellen Venker Britt Vonk Kristi de Vries | CHN China D 2-10 CAN Canadá D 2-9 JPN Japão D 0-3 VEN Venezuela D 0-8 AUS Austrália D 0-8 USA Estados Unidos D 0-8 TPE Taipé Chinês V 4-2 | 8º            | Não avançou            | Não avançou            | 8º   |

### Taekwondo
Masculino
| Atleta         | Evento | Preliminares           | Quartas                | Semifinais             | Repescagem             | Final                  | Posição     |
| Atleta         | Evento | Adversário e resultado | Adversário e resultado | Adversário e resultado | Adversário e resultado | Adversário e resultado | Posição     |
| -------------- | ------ | ---------------------- | ---------------------- | ---------------------- | ---------------------- | ---------------------- | ----------- |
| Dennis Bekkers | -68kg  | KOR Son T-J. D 3-4     |                        |                        | TUR S. Tazegul D 2-3   | Não avançou            | Não avançou |

### Tênis de mesa
Feminino
| Atleta(s) | Evento     | Preliminar             | 1ª etapa               | 2ª etapa                                         | 3ª etapa                                         | 4ª etapa                                          | Quartas                | Semifinais             | Final                  |
| Atleta(s) | Evento     | Adversário e resultado | Adversário e resultado | Adversário e resultado                           | Adversário e resultado                           | Adversário e resultado                            | Adversário e resultado | Adversário e resultado | Adversário e resultado |
| --------- | ---------- | ---------------------- | ---------------------- | ------------------------------------------------ | ------------------------------------------------ | ------------------------------------------------- | ---------------------- | ---------------------- | ---------------------- |
| Li Jiao   | Individual |                        |                        |                                                  | LUX Ni X. V 4-1 (6-11, 11-8, 11-9, 11-8, 11-8)   | CHN Guo Y. D 0-4 (2-11, 6-11, 3-11, 11-13)        | Não avançou            | Não avançou            | Não avançou            |
| Li Jie    | Individual |                        |                        | ESP Zhu F. V 4-1 (8-11, 11-4, 11-7, 14-12, 11-5) | AUT Liu J. V 4-1 (11-5, 11-8, 9-11, 12-10, 11-3) | SIN Feng T. D 1-4 (11-7, 11-13, 7-11, 5-11, 4-11) | Não avançou            | Não avançou            | Não avançou            |

| Atletas                     | Evento  | Fase de grupos           | Fase de grupos | Semifinal              | Repescagem 1ª rodada   | Repescagem 2ª rodada   | Final                  | Pos.        |
| Atletas                     | Evento  | Adversário e resultado   | Pos.           | Adversário e resultado | Adversário e resultado | Adversário e resultado | Adversário e resultado | Pos.        |
| --------------------------- | ------- | ------------------------ | -------------- | ---------------------- | ---------------------- | ---------------------- | ---------------------- | ----------- |
| Li Jiao Li Jie Elena Timina | Equipes | NGR Nigéria V 3-0        | 3º (Grupo B)   | Não avançou            | Não avançou            | Não avançou            | Não avançou            | Não avançou |
| Li Jiao Li Jie Elena Timina | Equipes | USA Estados Unidos D 1-3 | 3º (Grupo B)   | Não avançou            | Não avançou            | Não avançou            | Não avançou            | Não avançou |
| Li Jiao Li Jie Elena Timina | Equipes | SIN Singapura D 0-3      | 3º (Grupo B)   | Não avançou            | Não avançou            | Não avançou            | Não avançou            | Não avançou |

### Triatlo
Masculino
| Atleta      | Evento    | Natação | Natação | Ciclismo | Ciclismo | Corrida | Corrida | Total      | Posição final |
| Atleta      | Evento    | Tempo   | Posição | Tempo    | Posição  | Tempo   | Posição | Total      | Posição final |
| ----------- | --------- | ------- | ------- | -------- | -------- | ------- | ------- | ---------- | ------------- |
| Sander Berk | Masculino | 18m13s  | 15º     | 1h17m47s | 37º      | 33m57s  | 30º     | 1h52m18s09 | 31º           |

Feminino
| Atleta       | Evento   | Natação | Natação | Ciclismo | Ciclismo | Corrida | Corrida | Total       | Posição final |
| Atleta       | Evento   | Tempo   | Posição | Tempo    | Posição  | Tempo   | Posição | Total       | Posição final |
| ------------ | -------- | ------- | ------- | -------- | -------- | ------- | ------- | ----------- | ------------- |
| Lisa Mensink | Feminino | 20 m03s | 29º     | 1h28m15s | 45º      | 41m30s  | 43º     | 2h10 m18s98 | 45º           |

### Vela
Masculino
| Atleta                   | Evento | Regata | Regata | Regata | Regata | Regata | Regata | Regata | Regata | Regata | Regata | Regata  | Pontos | Posição |
| Atleta                   | Evento | 1      | 2      | 3      | 4      | 5      | 6      | 7      | 8      | 9      | 10     | M       | Pontos | Posição |
| ------------------------ | ------ | ------ | ------ | ------ | ------ | ------ | ------ | ------ | ------ | ------ | ------ | ------- | ------ | ------- |
| Casper Bouman            | RS:X   | 20     | 27     | 21     | 22     | 4      | 1      | 1      | 2      | 20     | 21     | Não av. | 112    | 15º     |
| Rutger van Schaardenburg | Laser  | 32     | 29     | 34     | 32     | 25     | 18     | 38     | 25     | 20     |        | Não av. | 215    | 34º     |
| Sven Coster Kalle Coster | 470    | 11     | 15     | 12     | 2      | 8      | 15     | 2      | 8      | 4      | 2      | 14      | 78     | 4º      |

Feminino
| Atleta                                     | Evento  | Regata | Regata | Regata | Regata | Regata | Regata | Regata | Regata | Regata | Regata | Regata | Pontos | Posição          |
| Atleta                                     | Evento  | 1      | 2      | 3      | 4      | 5      | 6      | 7      | 8      | 9      | 10     | M      | Pontos | Posição          |
| ------------------------------------------ | ------- | ------ | ------ | ------ | ------ | ------ | ------ | ------ | ------ | ------ | ------ | ------ | ------ | ---------------- |
| Lobke Berkhout Marcelien de Koning         | 470     | 3      | 1      | 9      | 5      | 2      | 2      | 10     | 7      | 4      | 16     | 10     | 53     | Medalha de prata |
| Mandy Mulder Annemieke Bes Merel Witteveen | Yngling | 9      | 1      | 2      | 13     | 1      | 5      | 4      | 1      |        |        | 4      | 33     | Medalha de prata |

Aberto
| Atleta                      | Evento  | Regata | Regata | Regata | Regata | Regata | Regata | Regata | Regata | Regata | Regata | Regata  | Pontos | Posição |
| Atleta                      | Evento  | 1      | 2      | 3      | 4      | 5      | 6      | 7      | 8      | 9      | 10     | M       | Pontos | Posição |
| --------------------------- | ------- | ------ | ------ | ------ | ------ | ------ | ------ | ------ | ------ | ------ | ------ | ------- | ------ | ------- |
| Pieter-Jan Postma           | Finn    | 19     | 15     | 16     | 22     | 15     | 2      | 10     | 16     |        |        | Não av. | 115    | 14º     |
| Mitch Booth Pim Nieuwenhuis | Tornado | 3      | 13     | 8      | 3      | 10     | 2      | 8      | 3      | 11     | 10     | 6       | 64     | 5º      |

### Voleibol de praia
Masculino
| Atleta                           | Fase de grupos | Fase de grupos | Oitavas de final                               | Quartas de final                    | Semifinais             | Final                  |             |
| Atleta                           | Adversário e resultado | Pos.           | Adversário e resultado                         | Adversário e resultado              | Adversário e resultado | Adversário e resultado |             |
| -------------------------------- | --- | -------------- | ---------------------------------------------- | ----------------------------------- | ---------------------- | ---------------------- | ----------- |
| Emiel Boersma Bram Ronnes        | USA J. Gibb/S. Rosenthal D 0 - 2 (16-21; 15-21) JPN K. Asahi/K. Shiratori D 1 - 2 (15-21; 25-23; 11-15) GER J. Brink/C. Dieckmann V 2 - 0 (21-16; 21-19) Repescagem GER D. Klemperer/E. Koreng D 0 - 2 (16-21; 25-27) | 3º (gr. F)     | Não avançou                                    | Não avançou                         | Não avançou            | Não avançou            |             |
| Reinder Nummerdor Richard Schuil | SUI M. Laciga/J. Schnider V 2 - 0 (21-14; 21-15) NOR J. Kjemperud/T. Skarlund V 2 - 1 (13-21; 21-15; 15-9) GER D. Klemperer/E. Koreng V 2 - 0 (21-16; 21-16)                                                          | 1º (gr. E)     | AUS A. Schacht/J. Slack V 2 - 0 (21-16; 21-14) | GEO Geor/Gia D 0 - 2 (19-21; 19-21) | Não avançou            | Não avançou            | Não avançou |

Feminino
| Atleta                      | Fase de grupos | Fase de grupos | Oitavas de final       | Quartas de final       | Semifinais             | Final                  |
| Atleta                      | Adversário e resultado | Pos.           | Adversário e resultado | Adversário e resultado | Adversário e resultado | Adversário e resultado |
| --------------------------- | --- | -------------- | ---------------------- | ---------------------- | ---------------------- | ---------------------- |
| Rebekka Kadijk Merel Mooren | USA N. Branagh/E. Youngs D 0 - 2 (19-21; 25-27) CUB I. Esteves Ribalta/M. Crespo D 0 - 2 (11-21; 15-15) GER S. Pohl/O. Rau D 0 - 2 (19-21; 18-21) | 4º (gr. E)     | Não avançou            | Não avançou            | Não avançou            | Não avançou            |

Legenda
| Recorde mundial      | Recorde mundial (World record)               |                       | Recorde africano                      | Recorde africano (African) |                                           | Q | Classificado por posição (Qualified) |
| Recorde olímpico     | Recorde olímpico (Olympic record)            | Recorde da América    | Recorde da América (Americas)         | q                          | Classificado por melhor tempo (Qualified) |   |                                      |
| Melhor marca do ano  | Melhor marca do ano (World leading)          | Recorde asiático      | Recorde asiático (Asian)              | DNS                        | Não largou (Did not start)                |   |                                      |
| Recorde nacional     | Recorde nacional (National record)           | Recorde europeu       | Recorde europeu (European)            | DNF                        | Não terminou (Did not finish)             |   |                                      |
| Recorde pessoal      | Recorde pessoal do atleta (Personal best)    | Recorde da Oceania    | Recorde da Oceania (Oceania)          | DSQ / DQ                   | Desclassificado (Disqualified)            |   |                                      |
| Recorde da temporada | Recorde da temporada do atleta (Season best) | Recorde sul-americano | Recorde sul-americano (South America) | NM                         | Sem marca (No mark)                       |   |                                      |

### Remo
| S | Classificado(a) para as semifinais |    |                        | FA | Final A (disputa de medalhas) |  |  | FD | Final D (sem medalhas) |
| Q | Classificado(a) para as quartas    | FB | Final B (sem medalhas) | FE | Final E (sem medalhas)        |  |  |    |                        |
| R | Classificado(a) para a repescagem  | FC | Final C (sem medalhas) | FF | Final F (sem medalhas)        |  |  |    |                        |

### Vela
| M   | Regata da Medalha da qual só participam os dez primeiros colocados das regatas anteriores  |  |  | CAN | Regata cancelada |
| BFD | Desclassificado por bandeira preta (Black Flag Disqualified)                               |  |  |     |                  |
| UFD | Desclassificado por bandeira "U" (U Flag Disqualified)                                     |  |  |     |                  |
| OCS | Largada queimada (On the Course Side of the starting line)                                 |  |  |     |                  |
| DNE | Desclassificação sem eliminação (infração a um item do regulamento da prova – Did Not End) |  |  |     |                  |